# 몽상가들 (2003년 영화)
《몽상가들》(The Dreamers)은 2003년 개봉한 베르나르도 베르톨루치 감독의 로맨스 드라마 영화이다. 마이클 피트, 에바 그린, 루이 가렐이 출연했다.
한국에서 2014년 2월 6일 재개봉했다.

## 줄거리
자유를 외치는 젊은이들의 뜨거운 열기로 가득한 1968년 파리, 영화광인 미국인 유학생 매튜는 시네마테크에서 쌍둥이 남매 이사벨과 테오를 만나 가까워진다. 부모가 휴가를 떠난 이사벨과 테오의 집에서 한 달 간 지내게 된 매튜는 영화와 음악, 책, 혁명 등의 이야기를 자유롭게 나누며 특별한 추억을 쌓는다. 자연스레 이사벨에게 사랑을 느끼는 매튜, 하지만 이사벨은 테오와 떨어지려 하지 않고 세 사람의 특별한 관계는 계속되는데…
영화 <몽상가들>은 마음 속 유토피아를 하나씩 간직한 채 자유를 열망했던 1960년대 후반 파리 젊은이들의 이야기를 통해 현시대의 20대들에게 청춘의 힘과 희망에 대해 생각해보게 한다. 영화는 파리의 젊은이들이 반전, 성평등, 여성해방, 직장과 학교에서의 평등 등을 슬로건으로 내걸고 사회전반의 문제를 타파하기 위해 맹렬히 싸웠던 1968년을 그려내고 있다. 특히 그 해 5월에 젊은이들이 단체로 개혁을 주장했던 ‘5월 혁명’이 일어났는데, 이렇게 변화의 바람이 불던 당시의 분위기가 영화 속에 잘 녹아있다.
이처럼 혁명의 분위기가 완연한 때 주인공인 미국인 유학생 매튜와 쌍둥이 남매 이사벨, 테오는 시네마테크에서 우연히 만난다. 그들은 이야기를 나누며 친분을 쌓았고 나아가 매튜는 이사벨과 테오의 집에서 한 달간 머물게 된다. 이사벨과 테오의 집에서 셋은 영화, 음악, 책, 혁명 등에 대한 자신들의 생각을 자유롭게 나누며 자신들이 꿈꾸는 미래를 함께 그려나간다. 하지만 영화의 마지막 장면에서 세 주인공은 변화와 성장의 공간인 그들의 아지트에서 문을 열고 나와 각자의 길을 걷게 된다. 서로의 이상향이 다르다는 것을 깨달았기 때문이다. 결국 이사벨과 테오는 혁명의 열기가 가득한 시위대에 합류해 화염병을 던지고, 매튜는 그들을 가만히 바라보다 추억을 뒤로 한 채 떠난다. 그렇게 영화 엔딩 곡의 가사처럼 ‘후회하지 않을 청춘’을 보낸 젊은이들의 성장통은 끝을 맺는다.
<몽상가들>은 당시 청춘들이 품고 있던 세 가지 유토피아를 찾아가는 이야기다. 첫 번째는 사회와 정치구조가 변화될 수 있다고 믿는 정치적 유토피아이고, 두 번째는 영화에 열광했던 당시의 분위기와 관련된 영화적 유토피아이며, 마지막은 성적인 자유에 대한 열망에 의해 탄생한 섹슈얼 유토피아이다. 이 세 가지 유토피아는 <몽상가들>의 많은 명장면들에서 찾아볼 수 있다. 기성세대의 보수적 가치와 정치적 억압에 반발하는 주인공들의 행동은 정치적 유토피아를, 영화 <국외자들>의 루브르 박물관 질주 씬을 따라하는 장면은 영화적 유토피아를 암시한다. 마지막으로 섹슈얼 유토피아는 주로 매튜와 이사벨의 성적 관계들을 통해 보여지는데, 이사벨이 비너스 조각상의 모습으로 매튜를 유혹하는 장면이 대표적이다. 비록 이와 같은 유토피아는 ‘존재하지 않는 장소’라는 뜻에 걸맞게 실현 가능성은 낮았지만, 그럼에도 이상향을 추구한 젊은이들의 뜨거운 마음을 영화를 통해 느낄 수 있다.

## 출연
- 마이클 피트 - 매튜
- 에바 그린 - 이자벨
- 루이 가렐 - 테오
- 애나 챈슬러 - 엄마
- 로빈 레누시 - 아빠
- 장피에르 칼퐁 - 본인
- 장피에르 레오 - 본인
- 플로리앙 카디우 - 파트리크
- 피에르 앙시스
- 발랑탱 메를레
- 롤라 페플로 - 안내원
- 앵지 필리옹 - 테오의 여자친구